# Chriolepis fisheri
Chriolepis fisheri är en fiskart som beskrevs av Herre 1942. Chriolepis fisheri ingår i släktet Chriolepis och familjen smörbultsfiskar. Inga underarter finns listade i Catalogue of Life.